# Легка атлетика на літніх Олімпійських іграх 2016 — біг на 3000 метрів з перешкодами (чоловіки)
Змагання з легкої атлетики в бігові на 3000 метрів серед чоловіків на літніх Олімпійських іграх 2016 пройшли з 15 по 17 серпня на Олімпійському стадіоні Жоао Авеланжа.

## Рекорди
Станом на 15 серпня 2016 світовий і олімпійський рекорди були такими:
| Світовий рекорд     | Шахін Саіф Саїд (QAT) | 7:53.63 | Брюссель, Бельгія    | 3 вересня 2004  |
| Олімпійський рекорд | Джуліус Каріукі (KEN) | 8:05.51 | Сеул, Південна Корея | 30 вересня 1988 |

## Розклад змагань
Час місцевий (UTC−3).
| Дата                 | Час   | Раунд            |
| -------------------- | ----- | ---------------- |
| Понеділок, 15 серпня | 10:25 | Попередні забіги |
| Середа, 17 серпня    | 11:50 | Фінал            |

## Результати

### Попередні забіги

#### Забіг 1
| Місце | Спортсмен          | Країна                | Час     | Примітки |
| ----- | ------------------ | --------------------- | ------- | -------- |
| 1     | Гілларі Бор        | США (USA)             | 8:25.01 | Q        |
| 2     | Суф'ян ель Баккалі | Марокко (MAR)         | 8:25.17 | Q        |
| 3     | Єзекіїль Кембой    | Кенія (KEN)           | 8:25.51 | Q        |
| 4     | Метью Гюз          | Канада (CAN)          | 8:26.27 | Q        |
| 5     | Себастіан Мартос   | Іспанія (ESP)         | 8:28.44 |          |
| 6     | Бенджамін Кіплагат | Уганда (UGA)          | 8:30.76 |          |
| 7     | Халіл Аккаш        | Туреччина (TUR)       | 8:33.12 | SB       |
| 8     | Хайлемаріам Амаре  | Ефіопія (ETH)         | 8:35.01 |          |
| 9     | Нельсон Черутіч    | Бахрейн (BRN)         | 8:35.87 |          |
| 10    | Юрі Флоріані       | Італія (ITA)          | 8:40.80 |          |
| 11    | Кадзуя Сьодзірі    | Японія (JPN)          | 8:40.98 |          |
| 12    | Роб Маллетт        | Велика Британія (GBR) | 8:48.19 |          |
| 13    | Єрун ДГудт         | Бельгія (BEL)         | 8:48.29 |          |
| 14    | Мітко Ценов        | Болгарія (BUL)        | 8:54.79 |          |
|       | Алі Мессауді       | Алжир (ALG)           | DSQ     |          |

#### Забіг 2
| Місце | Спортсмен               | Країна          | Час     | Примітки |
| ----- | ----------------------- | --------------- | ------- | -------- |
| 1     | Еван Джагер             | США (USA)       | 8:25.86 | Q        |
| 2     | Брімін Кіпруто          | Кенія (KEN)     | 8:26.25 | Q        |
| 3     | Маєдін Мекіссі-Бенаббад | Франція (FRA)   | 8:26.32 | Q        |
| 4     | Ємане Хаілеселассіе     | Еритрея (ERI)   | 8:26.72 | q        |
| 5     | Хамід Еззіне            | Марокко (MAR)   | 8:27.69 | q        |
| 6     | Джон Кібет Коеч         | Бахрейн (BRN)   | 8:28.81 |          |
| 7     | Чала Бейо               | Ефіопія (ETH)   | 8:32.06 |          |
| 8     | Арас Кая                | Туреччина (TUR) | 8:32.35 |          |
| 9     | Хосе Пенья              | Венесуела (VEN) | 8:32.38 |          |
| 10    | Кріс Вінтер             | Канада (CAN)    | 8:33.95 |          |
| 11    | Білаль Табті            | Алжир (ALG)     | 8:38.87 |          |
| 12    | Абдулла Бамусса         | Італія (ITA)    | 8:42.81 |          |
| 13    | Каур Ківістін           | Естонія (EST)   | 8:44.25 |          |
| 14    | Абдалла Юсіф            | Судан (SUD)     | 8:52.20 |          |
| 15    | Абделазіз Мерзугі       | Іспанія (ESP)   | 9:03.40 |          |

#### Забіг 3
| Місце | Спортсмен              | Країна          | Час     | Примітки |
| ----- | ---------------------- | --------------- | ------- | -------- |
| 1     | Консеслус Кіпруто      | Кенія (KEN)     | 8:21.40 | Q        |
| 2     | Якоб Араптані          | Уганда (UGA)    | 8:21.53 | Q        |
| 3     | Донн Кабрал            | США (USA)       | 8:21.96 | Q        |
| 4     | Амор бен Яхя           | Туніс (TUN)     | 8:23.12 | q        |
| 5     | Йоан Коваль            | Франція (FRA)   | 8:23.49 | q        |
| 6     | Алтобелі да Сілва      | Бразилія (BRA)  | 8:26.59 | q        |
| 7     | Хішам Сігені           | Марокко (MAR)   | 8:27.82 |          |
| 8     | Хішам Бушіша           | Алжир (ALG)     | 8:33.61 |          |
| 9     | Тейлор Мілн            | Канада (CAN)    | 8:34.38 |          |
| 10    | Крістіан Залевський    | Польща (POL)    | 8:34.52 |          |
| 11    | Оле Хессельбєрг        | Данія (DEN)     | 8:40.08 |          |
| 12    | Мохамед Ісмаїл Ібрагім | Джибуті (DJI)   | 8:53.10 |          |
| 13    | Фернандо Карро         | Іспанія (ESP)   | 8:53.17 |          |
|       | Тафесе Себока          | Ефіопія (ETH)   | DSQ     |          |
|       | Тарік Лангат Акдаг     | Туреччина (TUR) | DNF     |          |

### Фінал
Попри те, що в фінальному забігу третім фінішував кенієць  Єзекіїль Кембой, бронзову медаль було вручено французу Маєдіне Мекіссі-Бенаббаду. Кембоя було дискваліфіковано за вихід за межі доріжки. 
| Місце | Спортсмен               | Країна         | Час     | примітки |
| ----- | ----------------------- | -------------- | ------- | -------- |
| 1     | Консеслус Кіпруто       | Кенія (KEN)    | 8:03.28 | OR       |
| 2     | Еван Джагер             | США (USA)      | 8:04.28 | SB       |
| 3     | Єзекіїль Кембой         | Кенія (KEN)    | 8:04.47 | SB       |
| 3     | Маєдін Мекіссі-Бенаббад | Франція (FRA)  | 8:11.52 | SB       |
| 5     | Суф'ян ель Баккалі      | Марокко (MAR)  | 8:14.35 | PB       |
| 6     | Йоан Коваль             | Франція (FRA)  | 8:16.75 | SB       |
| 7     | Брімін Кіпруто          | Кенія (KEN)    | 8:18.79 | SB       |
| 8     | Гілларі Бор             | США (USA)      | 8:22.74 | PB       |
| 9     | Донн Кабрал             | США (USA)      | 8:25.81 |          |
| 10    | Алтобелі да Сілва       | Бразилія (BRA) | 8:26.30 | SB       |
| 11    | Метью Г'юз              | Канада (CAN)   | 8:36.83 |          |
| 12    | Ємане Хаілеселассіе     | Еритрея (ERI)  | 8:40.68 |          |
|       | Якоб Араптані           | Уганда (UGA)   |         | DNF      |
|       | Хамід Еззіне            | Марокко (MAR)  |         | DNF      |
|       | Амор бен Ях'я           | Туніс (TUN)    |         | DSQ      |